# 顎脚

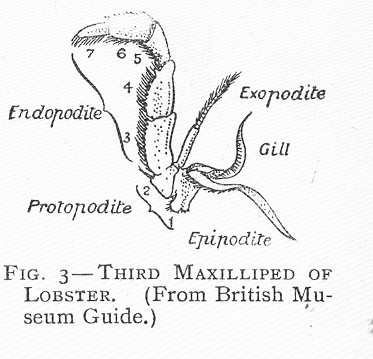
ロブスターの第3顎脚

顎脚（がっきゃく、英：maxilliped）は、甲殻類の節足動物において、口器に特化した胸部前方の付属肢を示す名称である。

## 概要

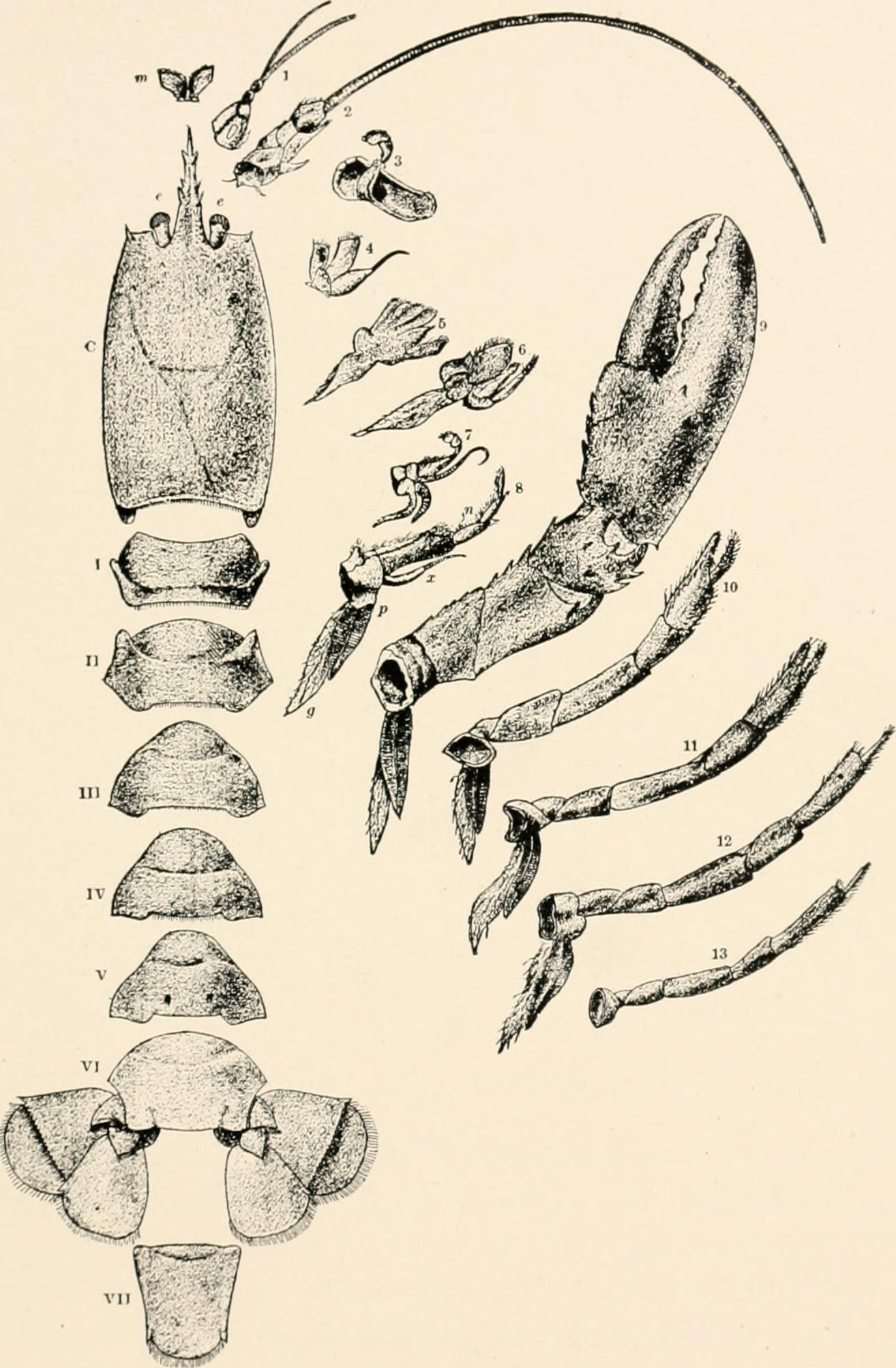
ロブスターの背面の外骨格と腹肢以外の付属肢（関節肢）。上から6-8番目（はさみの直前にある前の3本）の付属肢が顎脚である。

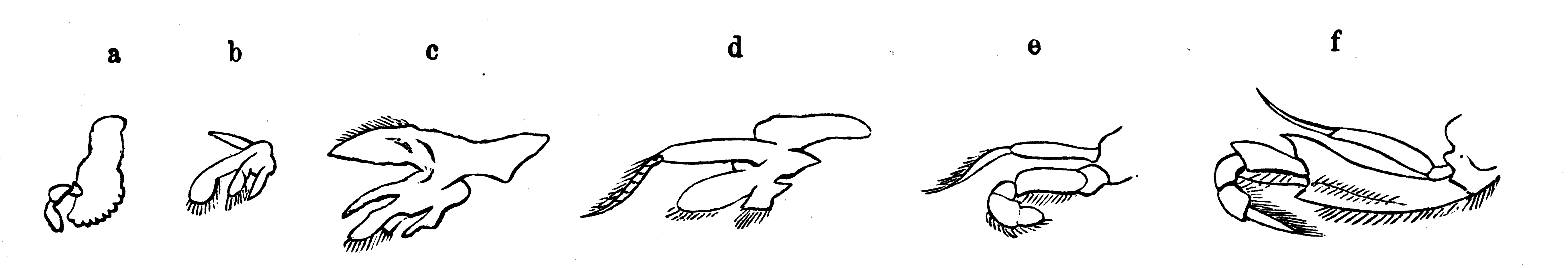
ヨーロッパザリガニの顎（a：大顎、b-c：第1-2小顎）と顎脚（d-f：第1-3顎脚）

甲殻類の口器を構成する付属肢（関節肢）は、基本として他の大顎類（多足類・六脚類）の節足動物と同じく、頭部由来の3対の顎（1対の大顎と2対の小顎）である。しかし、その直後にある胸部の前方1対以上の付属肢（胸肢、胸脚）が、摂食行動を補助する構造に特化して口器に加わる場合がある。このような胸肢は顎脚と呼ばれる。
顎脚の形は、比較的に胸肢の形が残るものから顎に近い形に大きく変化したものがある。特に複数対の顎脚をもつ種類では、前方の顎脚ほど顎らしくなる傾向が見られるものがある。例えば十脚類（エビ・カニ・異尾類）の中で第3顎脚は胸肢の構造が顕著に残されるが、第1顎脚は直前の小顎を思わせる葉状構造に著しく特化した。

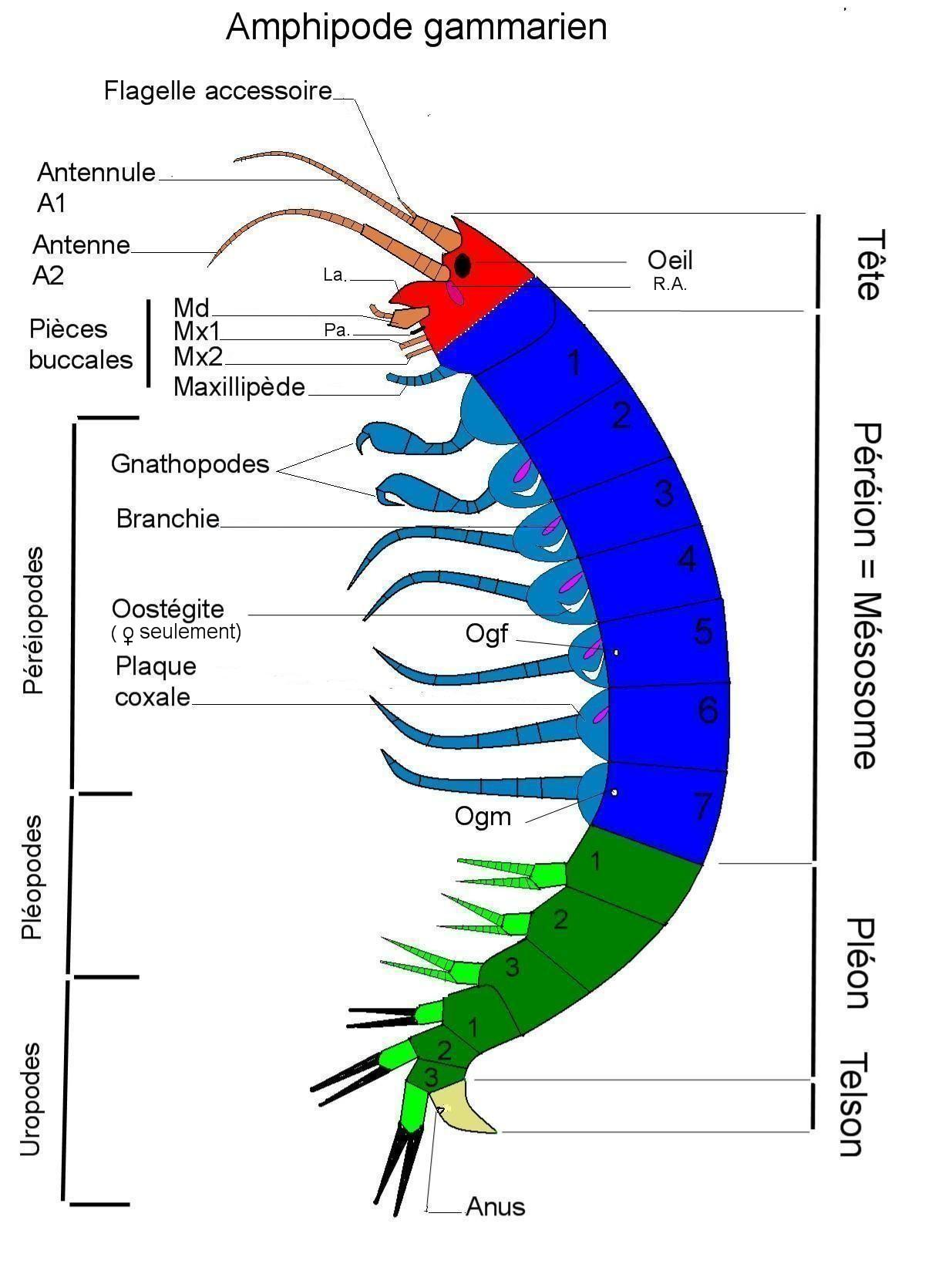
端脚類の体制模式図。胸部（青）最初の体節は頭部（赤）と癒合し、顎脚（maxillipède）に特化した胸肢をもつ。

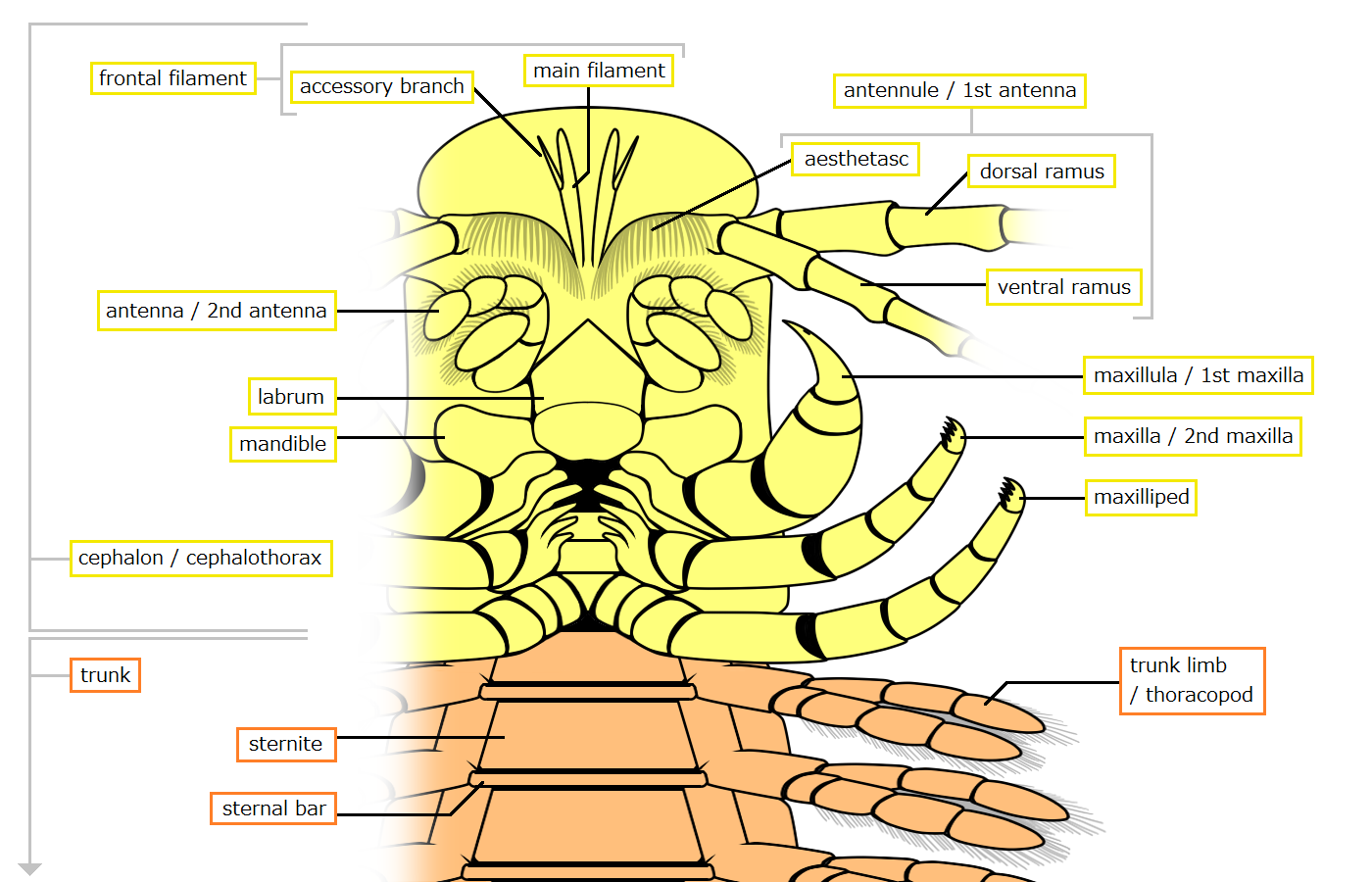
ムカデエビの頭胸部（黄色）の腹面。直前の第2小顎によく似た顎脚をもつ。
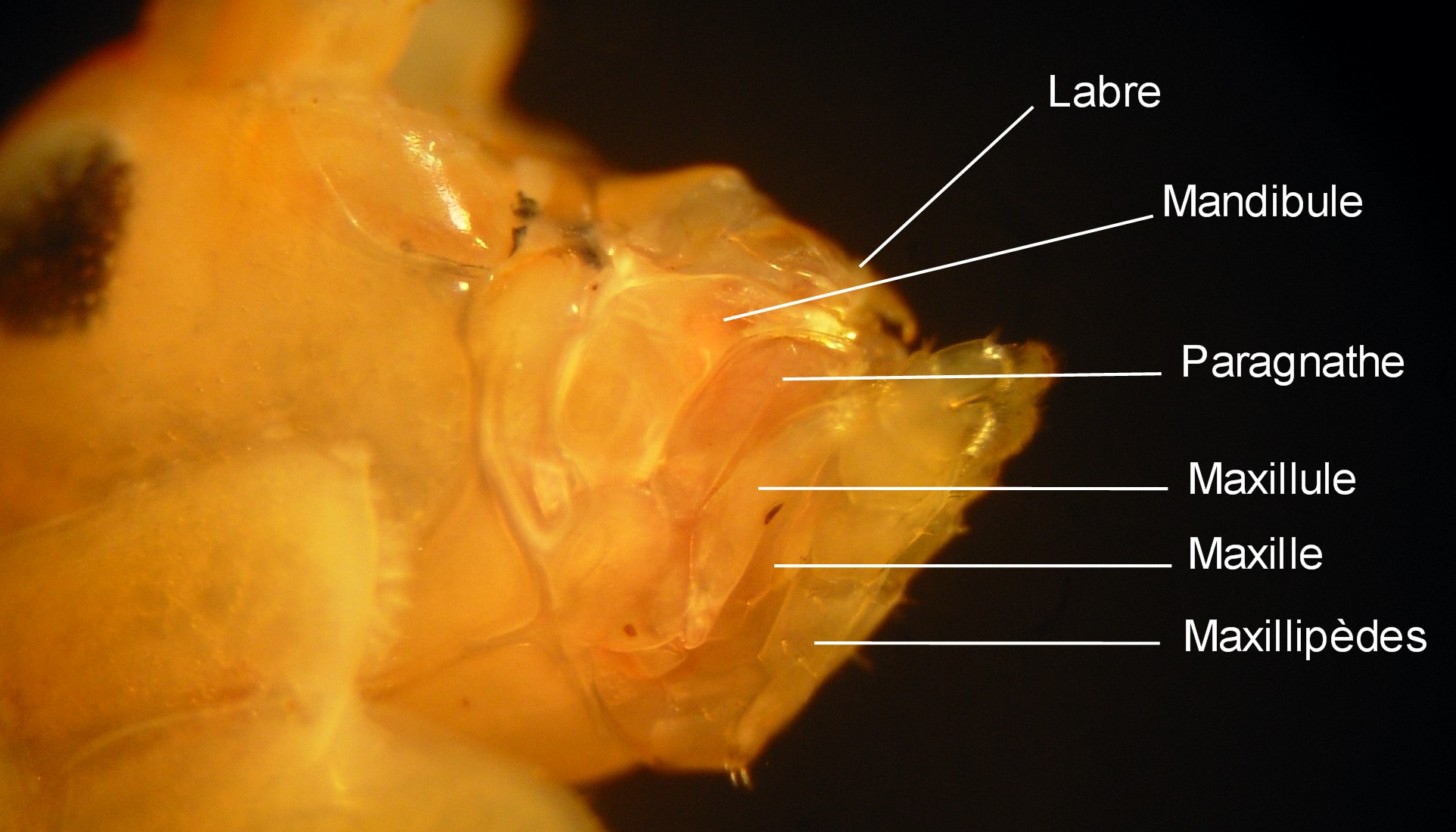
ハマトビムシ（端脚類）の口器。右側（外側）に1対の顎脚（maxillipède）がある。
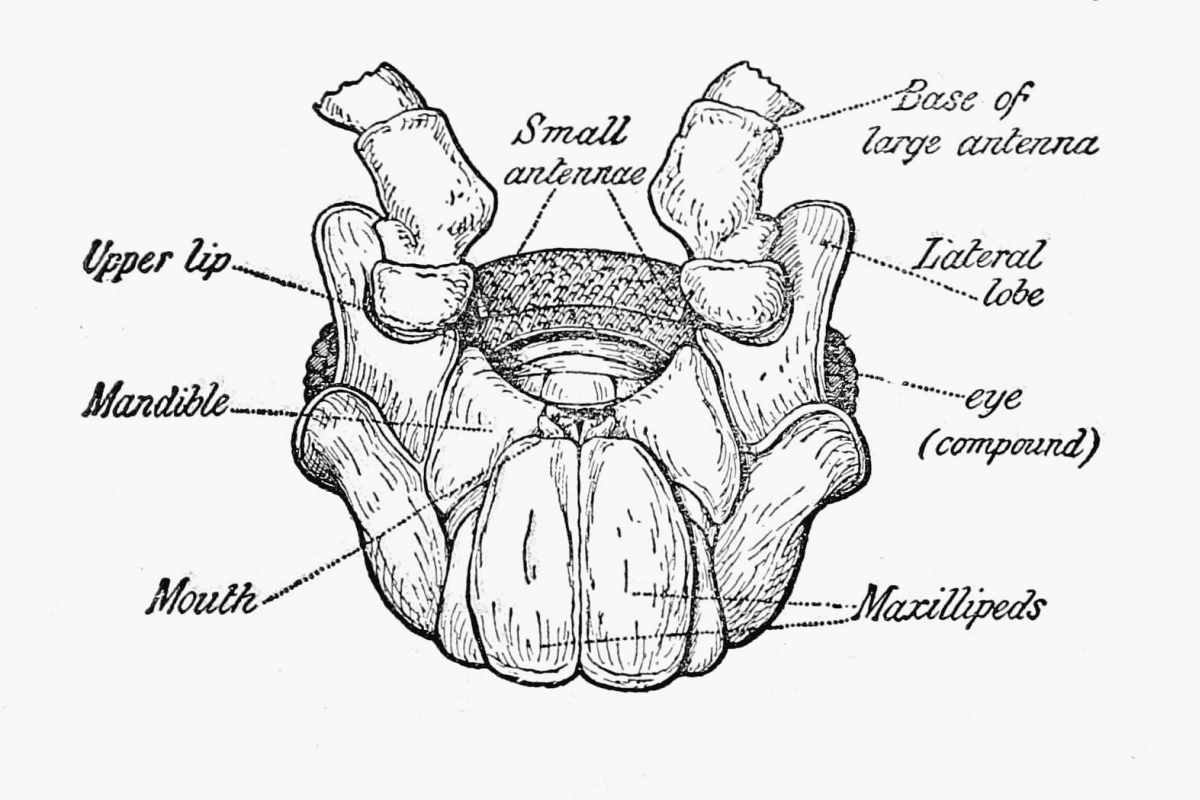
ワラジムシ（等脚類）の頭胸部の腹面。中央に1対の平板状の顎脚をもつ。

前方の胸肢が顎脚に変化しない甲殻類（鰓尾類・鰓脚類・カシラエビ類など）もあるが、顎脚は甲殻類を通じて広く見られる。多くは最初の1対のみ、十脚類は3対、シャコ類（口脚類）は5対まで及ぶ。また、顎脚に特化した胸肢をもつ胸節は、直前の頭部と癒合して頭胸部を形成する場合も多い。

## 遺伝子の関与
顎脚は胸部由来の胸肢であるため、頭部由来の顎ではないが、節足動物の胚発生で顎の形成に関与するホメオティック遺伝子は、少なくとも一部の甲殻類では胸肢の顎脚化にも影響を与えている。例えば顎脚のない鰓脚類は前方の胸節はUbxとabdA遺伝子が発現されるのに対して、顎脚をもつカイアシ類・アミ類・端脚類・等脚類・十脚類の場合、その胸節は顎をもつ頭部の体節と同様にUbxとabdA遺伝子が発現されていない。端脚類の場合、顎の形成に関与するScrとAntp遺伝子は、前方数対の胸肢に顎脚的形質を授与することが確認される。しかしヒゲエビ類の場合は前述の例に反して、UbxとabdA遺伝子は顎脚からでも顕著に発現されるため、別の遺伝子で顎脚の形成を調節したと考えられる。